# Teucholabis (Teucholabis) oteroi
Teucholabis (Teucholabis) oteroi is een tweevleugelige uit de familie steltmuggen (Limoniidae). De soort komt voor in het Neotropisch gebied.